# 338-я стрелковая дивизия (1-го формирования)
338-я стрелко́вая диви́зия (1-го формирования) — общевойсковое соединение стрелковых войск РККА, существовавшее c 3 декабря 1941 года по 24 мая 1942 года. Принимала активное участие в Великой Отечественной войне.

## История

Памятник «Проводы» в Пензе. Установлен по адресу призывного пункта

### Формирование
Формирование дивизии началось в июле 1941 года в городе Пензе, в Приволжском военном округе. В селе Бессоновка формировался 1134-й стрелковый полк и 910-й артиллерийский полк, в посёлке Лунино формировался 1136-й стрелковый полк, в посёлке Мокшан — 1138-й стрелковый полок, в посёлке Ахуны — 1008-й батальон связи, 439-й особый батальон, 432-й медико-санитарный батальон и другие. Штаб дивизии располагался в Пензе, на пересечении улиц Куйбышева и Свердлова.

### 1941 год
В ноябре части дивизии проследовали на железнодорожную станцию Сергач (Горьковская область) и были размещены в селе Уразовка. Здесь продолжили учения дивизии, получены винтовки и автоматическое оружие. Дивизия вошла в состав 26-й резервной армии.  
С 30 ноября по 10 декабря 1941 года дивизия перемещается в Подмосковье, в районе ж/д станции Павшино. Дивизия включается в состав 16-й армии Рокоссовского.
С 15 по 17 декабря 1941 года дивизия совершила переход Митино — Могутово, 17 декабря переходит к 33-й армии Ефремова и перебрасывается под Наро-Форминск (Калужская область). В ночь с 17 на 18 декабря 1941 года дивизия сменяет части 110-й сд и сосредотачивается для наступления.
Сразу после прибытия дивизия вступает в бой на территории Боровского района. Наиболее сильные бои велись за деревни Коряково и Ивакино. 18 декабря дивизия ведёт бои в районе Атепцево, Слизнево и достигает восточного берега реки Нары. 1138-й стрелковый полк овладевает Слизнево, но сразу же отступает под сильным миномётным и артиллерийским огнём противника.
30 декабря 1134-й стрелковый полк овладел Колодкино, однако на следующий день (31 декабря 1941) оставляет деревню, докладывает о минировании его окраин. 1138-й стрелковый полк овладел Деденево.

### 1942 год
2 января захвачен пленный 81-го пехотного полка, 15-й пехотной дивизии.
5 января разведка дивизии докладывает со слов раненых, вышедших из Редькино «… к исходу вошло 3 немецких танка, расстреливая трассирующими пулями и снарядами дома. Большая часть домов загорелась, по домам с криками ходят пьяные солдаты противника, слышны стоны раненых… на южной окраине выставлено 2 становых пулемёта, стоят автоматчики. Обоз 92-го стрелкового полка 201-й дивизии разграблен, кони расстреляны, подводы с продовольствием и 2 бочки водки угнаны противником».
17 января дивизия получает приказ наступать на запад, в район Кременское, Троицкое, Рогозино; далее к пунктам Беклеши, Поджаровка, Фокино, к концу дня 19 января сосредоточиться в районе Замыцкое, Коркодиново, Воскресенск (территория современных Смоленской и Калужской областей). Однако в этот день дивизии 33-й армии вели бои за освобождение Вереи, поэтому 338-я, 113-я и 1-я гвардейская моторизированная дивизии начали исполнение приказа только 20 января.
23 января дивизия находилась в районе Волково, Мелентьево, Волынцы.
26 января дивизия овладела Воскресенском, Мамушами и продолжала наступать в направлении на Замыцкое.
27 января 113-я и 338-я дивизии овладели районами Скотинино, Дорофеево, Кобелево, не встречая сопротивления противника.
28 января дивизия перемещается в район Федотково, Буслава, Абрамово.
31 января передовой полк занимает Горбы.
В ночь на 2 февраля передовые дивизии 33-й армии занимают позиции для атаки на Вязьму. 338-я дивизия останавливается в Воробьёвке.
2 февраля противник атакует батальон дивизии в районе Захарово. Немцы окружают передовую Юхновскую группировку 33-й армии, в окружение её дивизии пробудут до середины апреля — начала мая 1942 года.
2 апреля немцы предъявили командирам окружённых дивизий, 113-й, 338-й и 160-й, ультиматум о сдаче, который был отвергнут.
14 апреля часть сил 338-й дивизии прорывается через дорогу Беляево — Буслава.
В мае 1942 года обращена на укомплектование 113-й стрелковой дивизии (2-го формирования).

## Состав
- 1134, 1136 и 1138 стрелковые полки
- 910 артиллерийский полк,
- 258 отдельный истребительно-противотанковый дивизион,
- 634 зенитная артиллерийская батарея (634 отдельный зенитный артиллерийский дивизион),
- 510 миномётный дивизион,
- 409 разведывательная рота,
- 479 сапёрный батальон,
- 798 отдельный батальон связи,
- 432 медико-санитарный батальон,
- 425 отдельная рота химической защиты,
- 462 автотранспортная рота,
- 201 полевая хлебопекарня,
- 770 дивизионный ветеринарный лазарет,
- 143 полевая почтовая станция,
- 777 полевая касса Госбанка[1].

## Командиры дивизии
- полковник Кучинев, Владимир Георгиевич (09 сентября 1941 — 24 мая 1942)[15]